# Kot Didzsi erőd
A Kot Didzsi Erőd (Szindi:ڪوٽ ڏيجي جو قلعو; jelentése: A Lány Erődje), hivatalosan Ahmadabadi erőd ként is ismert, amely egy 18. századi Talpur-kori építmény. Kot Didzsi városában, Kairpur térségében Pakisztánban, az Indus-folyótól mintegy 40 km-re keletre, a Thár-sivatag peremén található. Az erődöt egy Indus-völgyi civilizáció korai idejéből származó romjai fölé emelték, amelyet i.e. 2500 - i.e. 2800 körülire datálnak.

## Háttér
A Kot Didzsi erődöt Mir Szóráb kán Talpur építtette 1785 és 1795 között. A Róri hegység déli nyúlványaira építették egy azonos nevű hegyre, és egy őskori az Indus-völgyi civilizáció előtti társadalom maradványaira épült.

## Szerkezete
Az erőd egy 110 méter magas magas domb tetején emelkedik Kot Didzsi város fölé. Az erőd legfelső részét 9 méter magas falak veszik körül, így kapott keskeny és széles formát az erőd területe, mely 1.8 km hosszú. Az erődben három stratégiailag elhelyezett torony van, melyek 15 méter magasak. Számos ágyúlőrést tartalmaz és számos belső védelmi utacskákat. Egy víztározó is van az erőd területén, valamint lőszerraktár, tömlöc, tárgyalótermek, a katonák számára számos cella és egy kis fejedelmi lakosztály is.

## Megőrzés
Az ország kormánya Pakisztán védett történelmi örökségévé nyilvánította az építményt, azzal a megjegyzéssel, hogy az erőd egyes részeit helyi családok birtokolják.

## Galéria

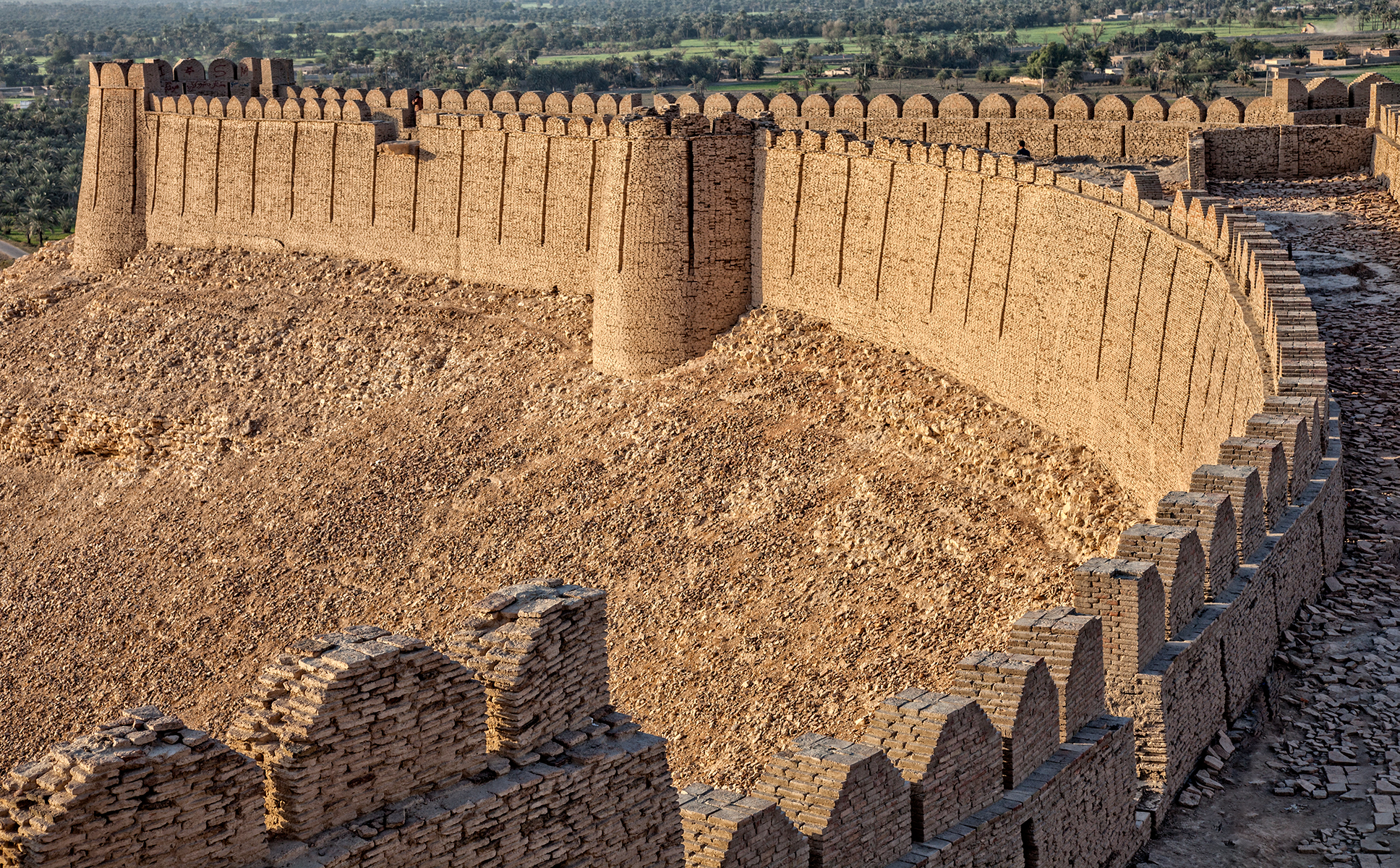
Kilátás a vár külső, védelmi falaira.
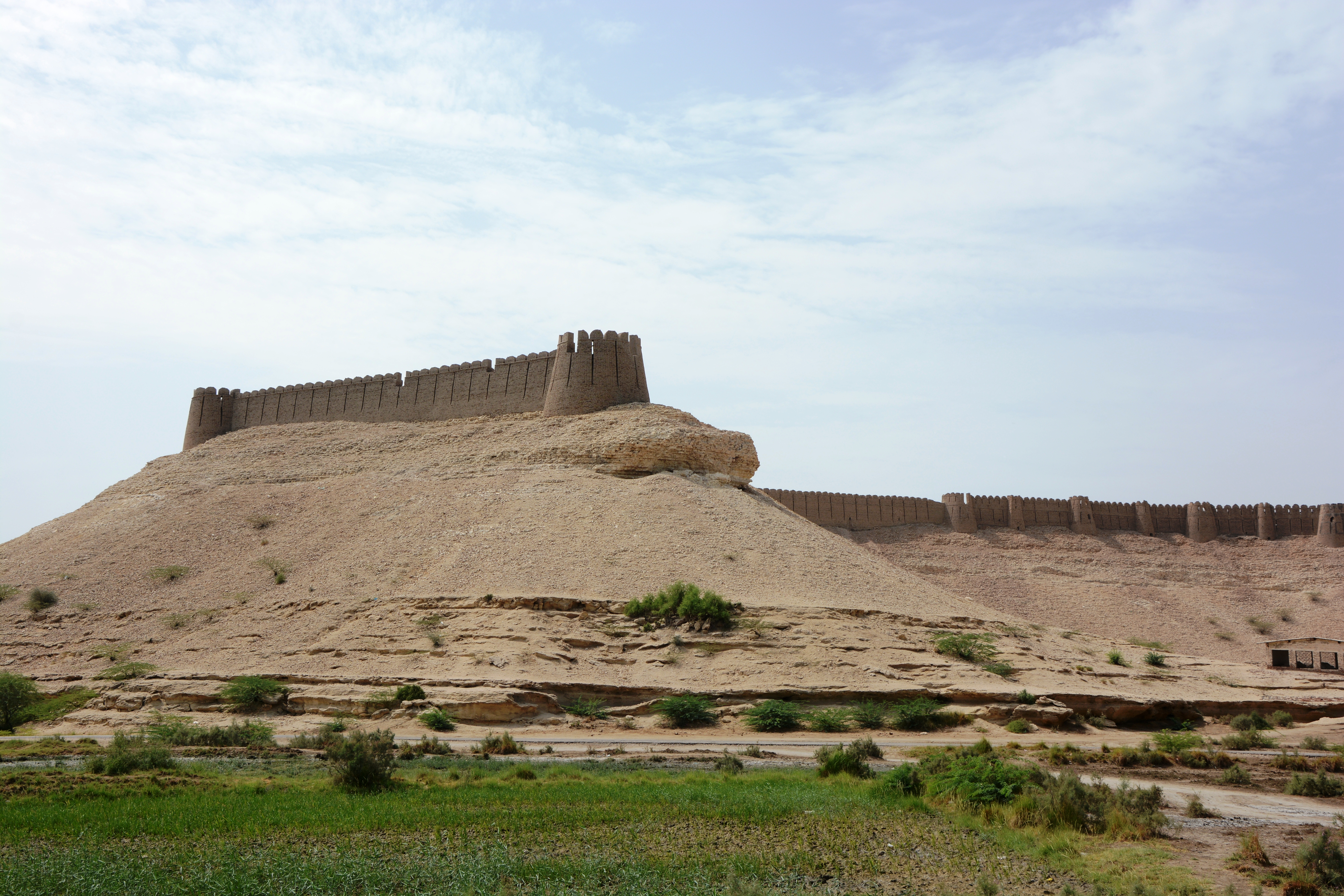
Az erőd egy természetes domb tetejére épült.
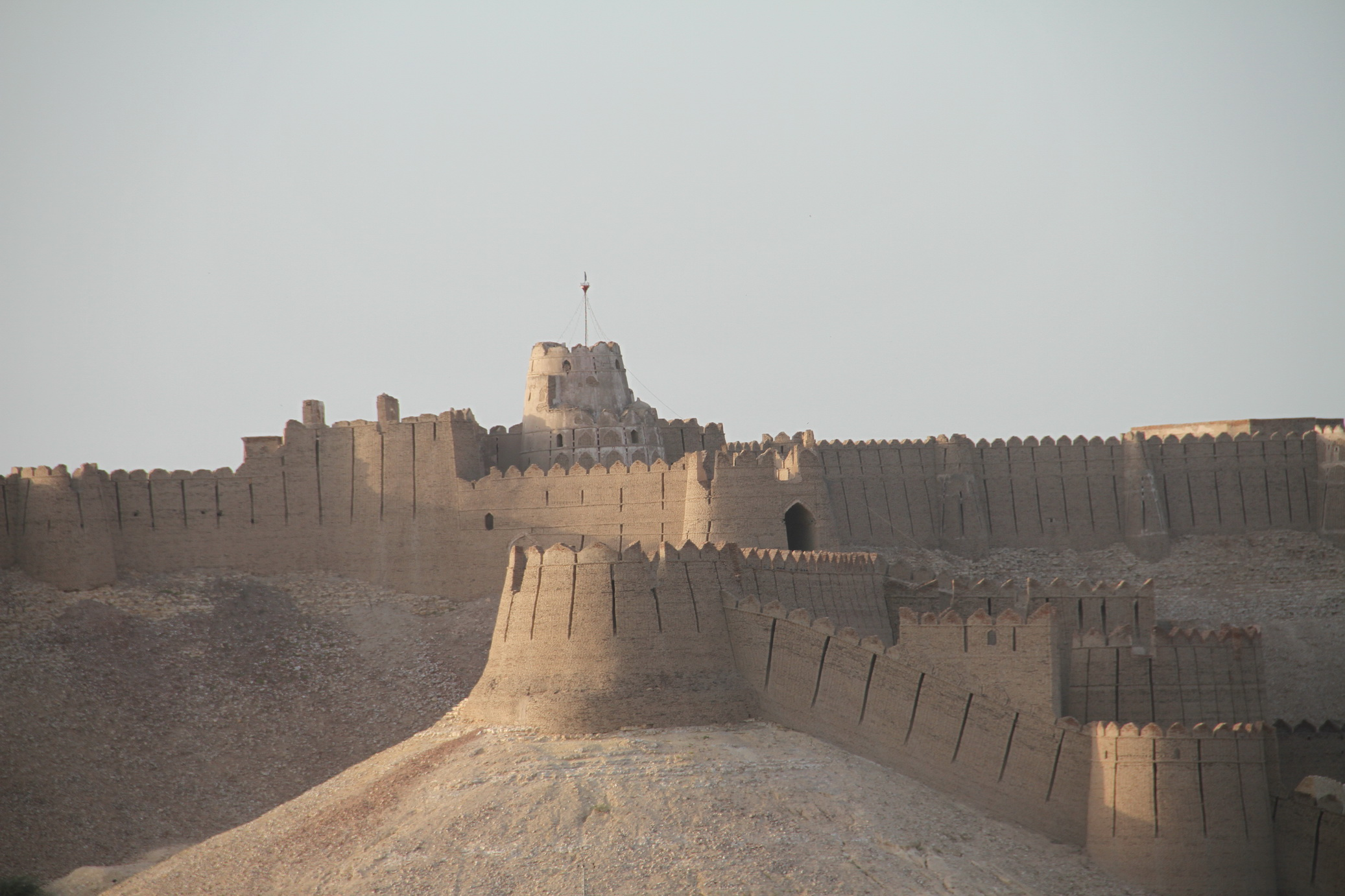
Belépés az erődbe.
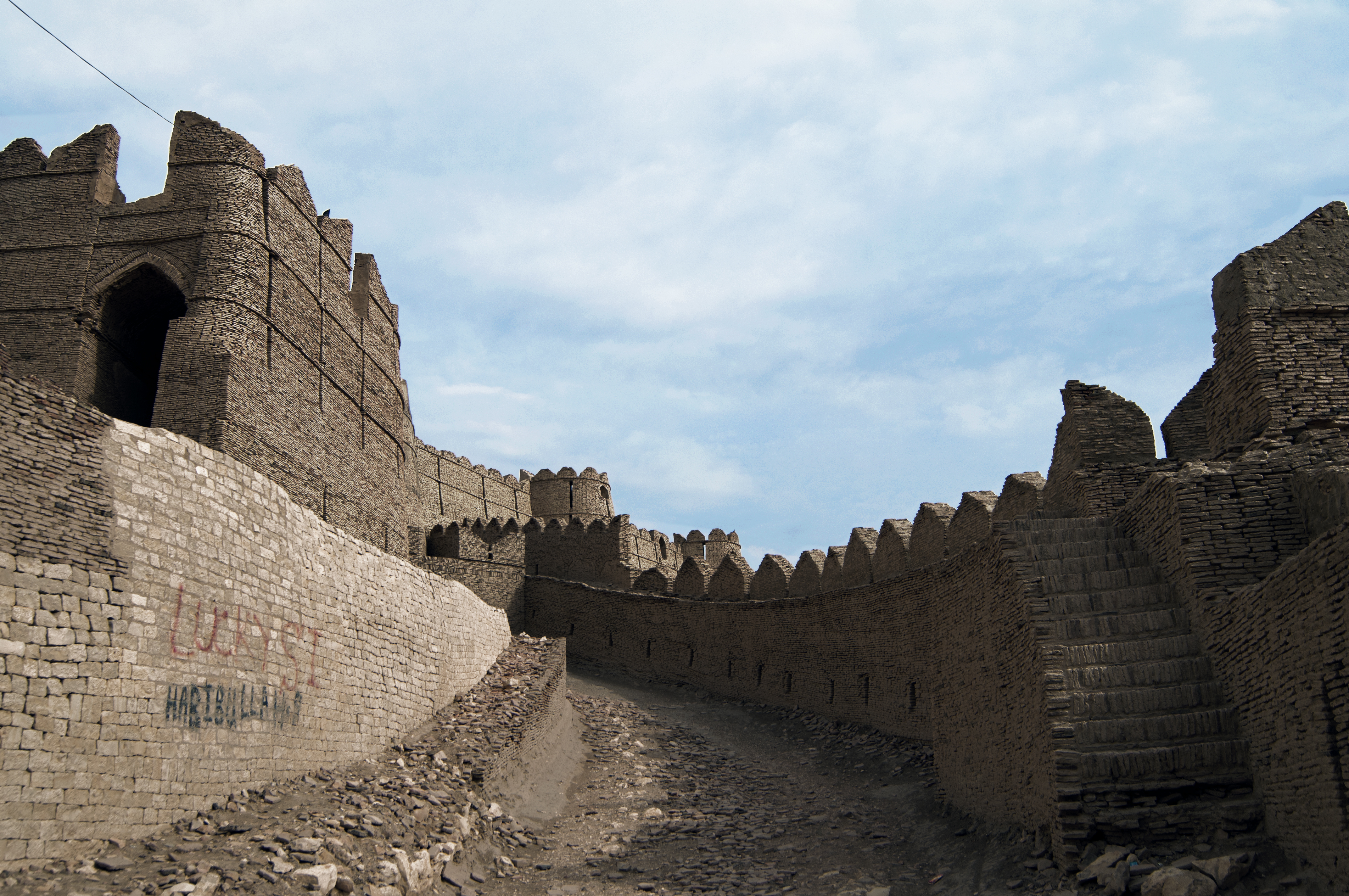
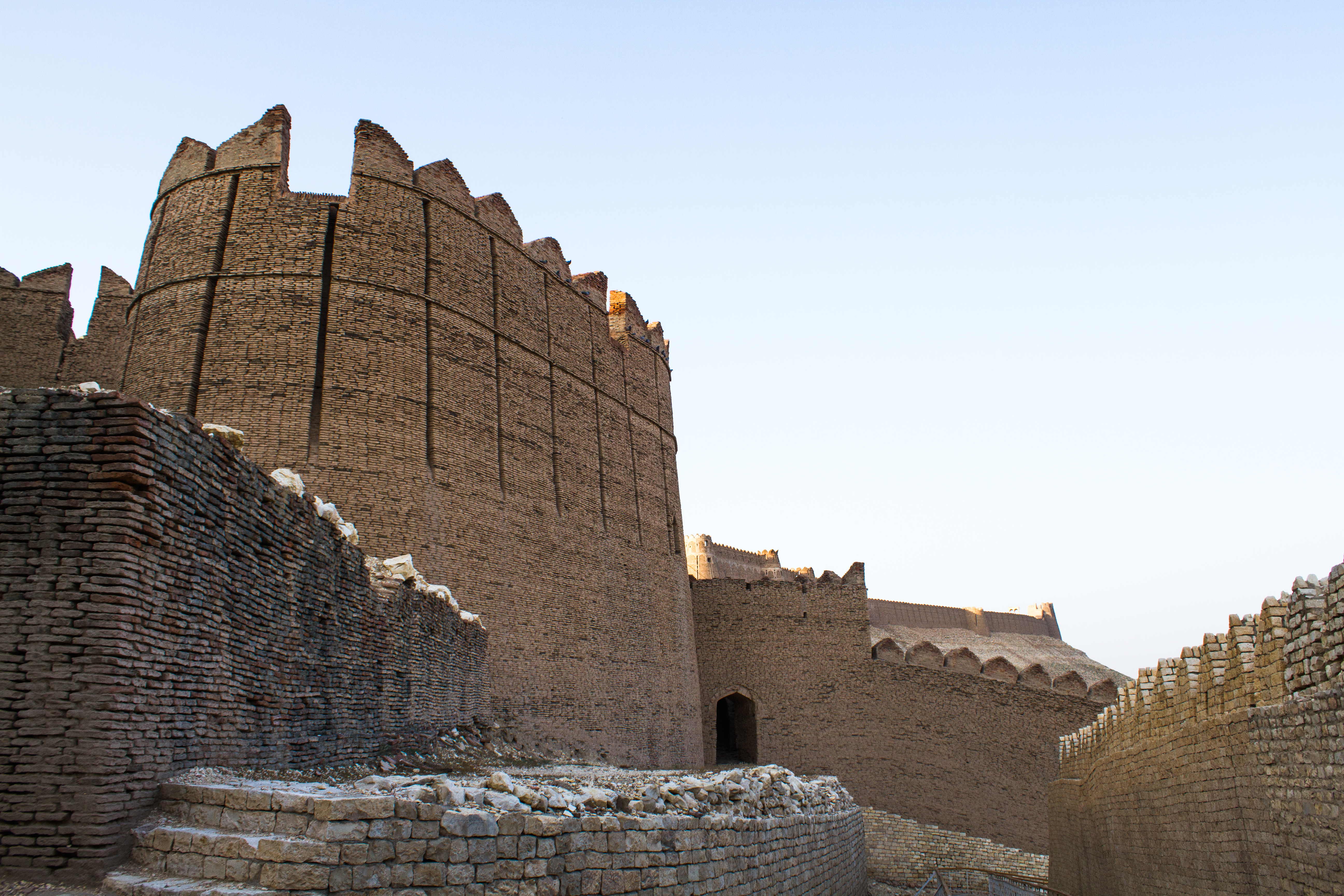
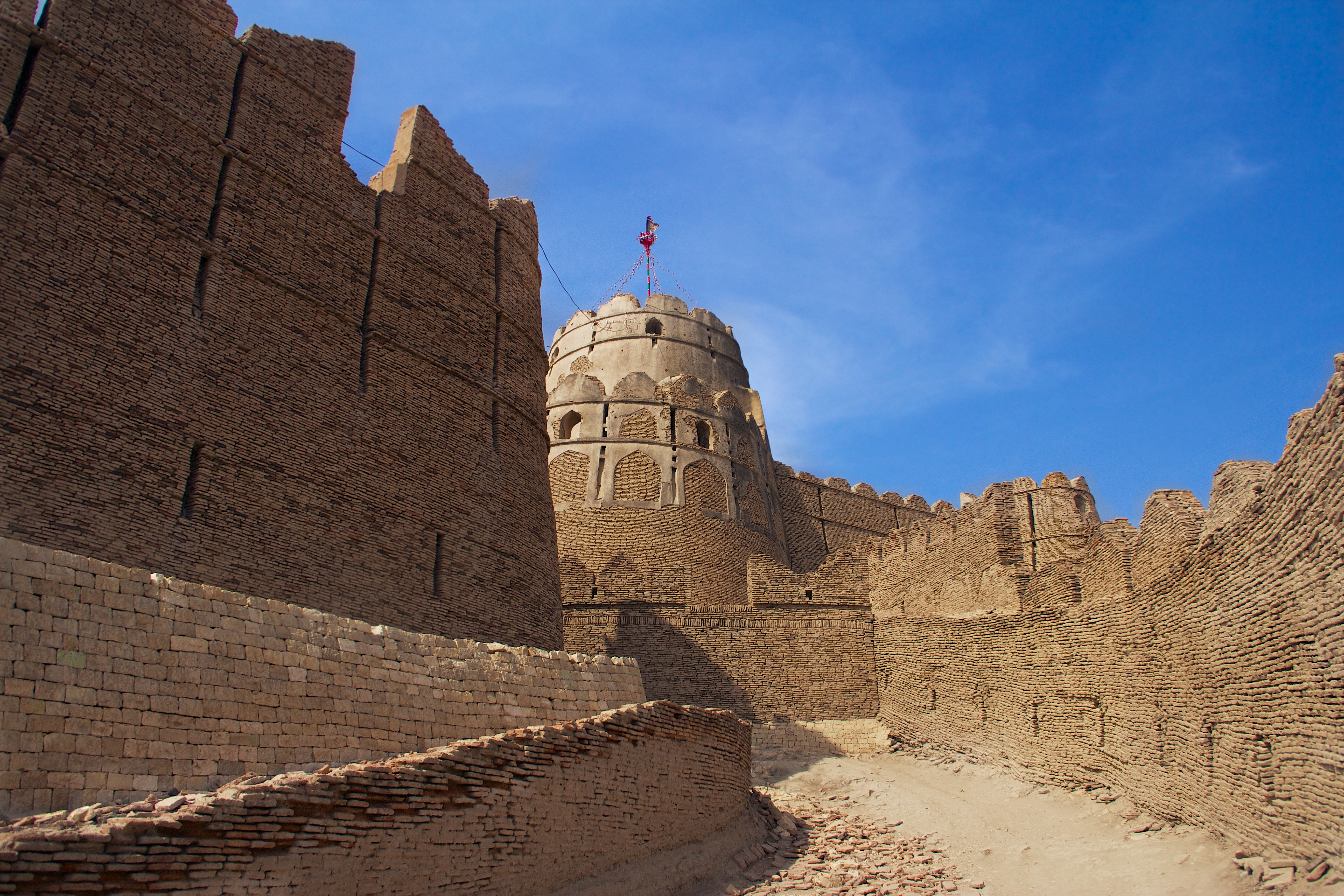
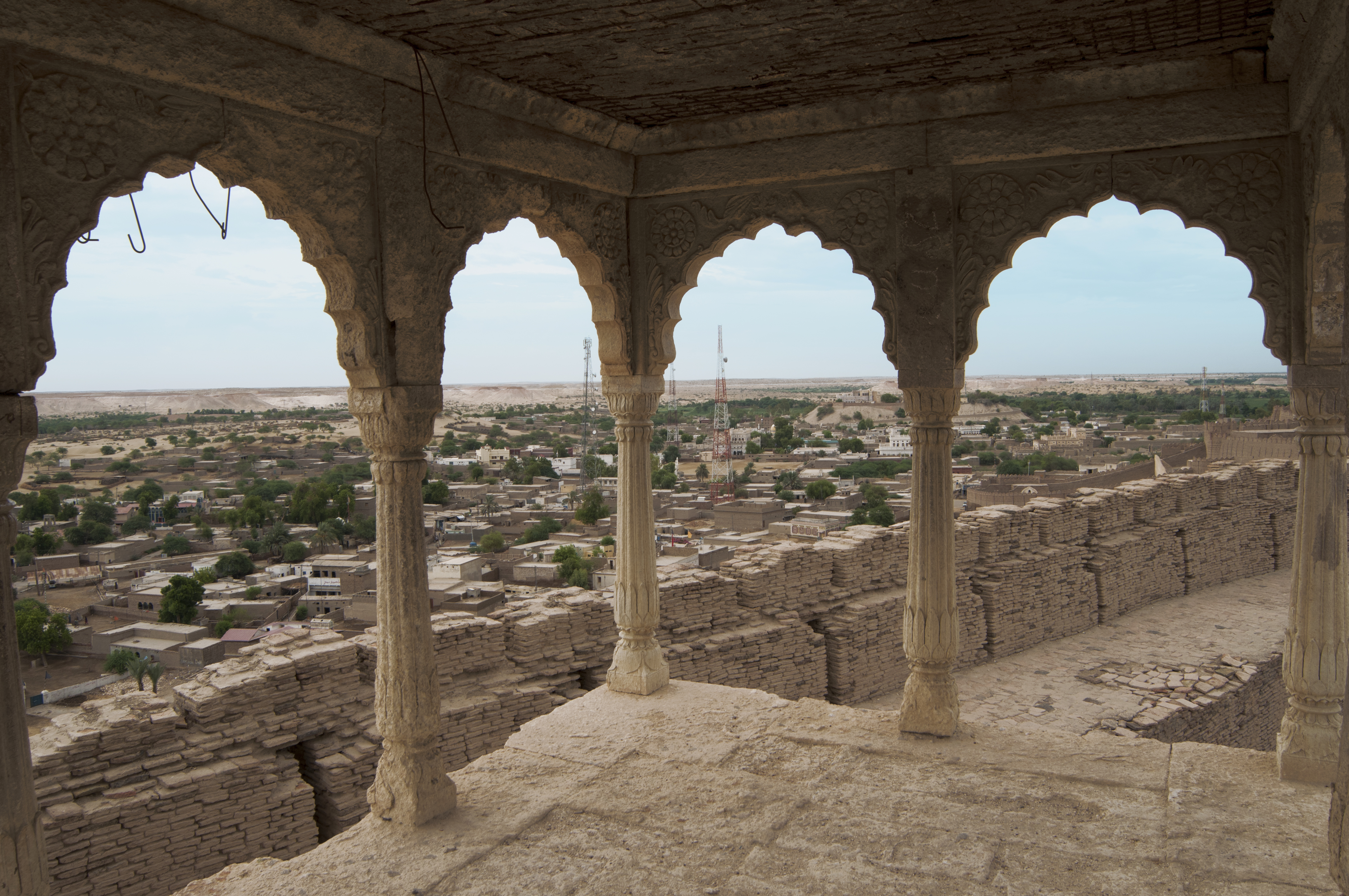

## Lásd még
- UNESCO világöröksége Pakisztánban
- Pakisztán erődjeinek listája
- Pakisztáni múzeumok listája

## Külső linkek
- Kot Didzsi (Belsőépítészet)

## Fordítás
- Ez a szócikk részben vagy egészben  a   Kot Diji Fort című angol Wikipédia-szócikk fordításán alapul.  Az eredeti cikk szerkesztőit annak laptörténete sorolja fel. Ez a jelzés csupán a megfogalmazás eredetét és a szerzői jogokat jelzi, nem szolgál a cikkben szereplő információk forrásmegjelöléseként.